# Santa María del Tule
Santa María del Tule è un comune del Messico, situato nello stato di Oaxaca.